# Ковёр Клеопатры

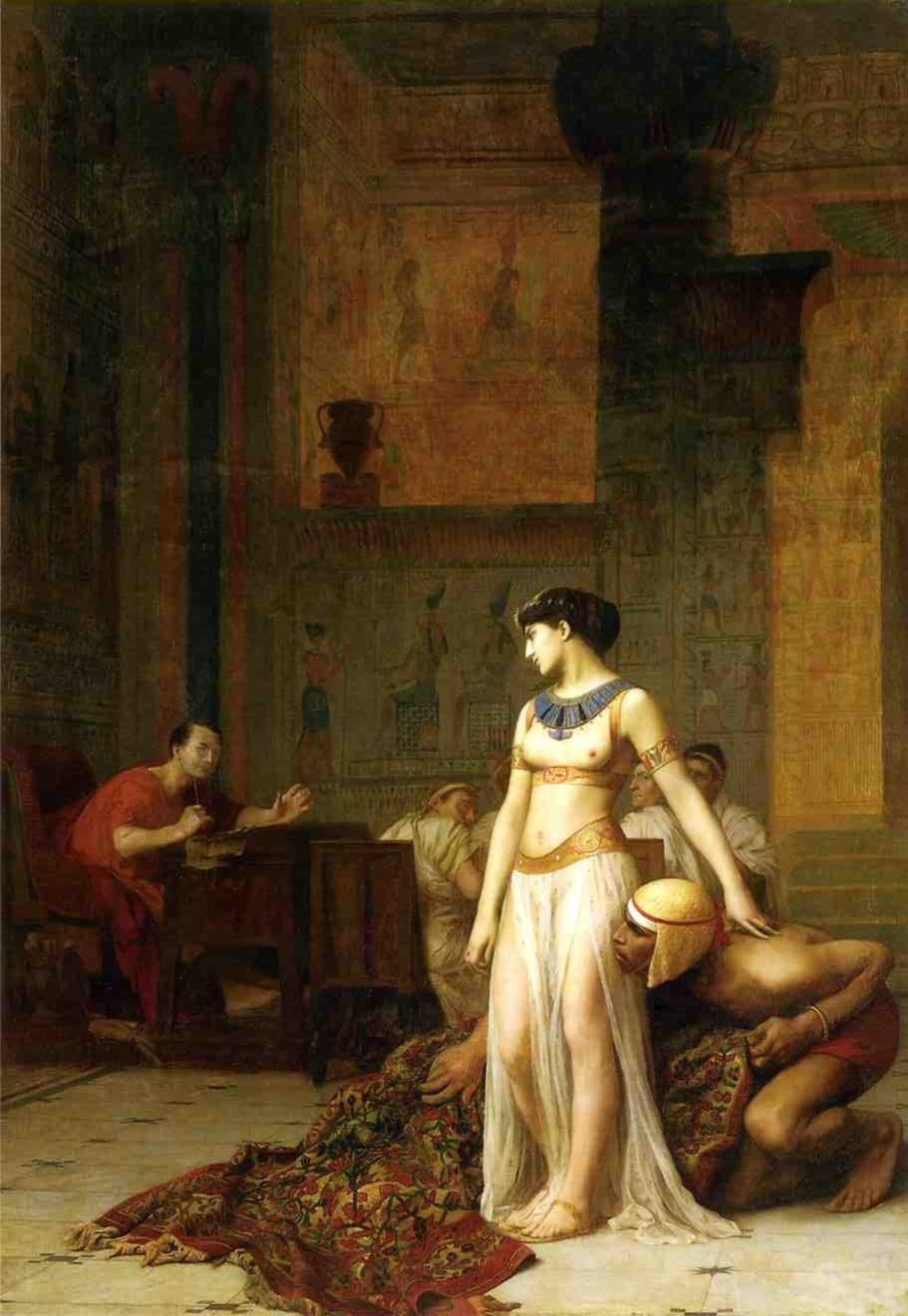
Ж. Л. Жером. «Клеопатра и Цезарь», 1866

Ковёр Клеопатры — литературный и визуальный образ, связанный с эпизодом жизни знаменитой царицы Клеопатры и Юлия Цезаря.

## Сюжет
Это история знакомства двух будущих знаменитых любовников: когда Цезарь овладел Египтом и занял дворец в Александрии в октябре 48 года до н. э., 22-летняя Клеопатра, которая находилась в состоянии гражданской войны со своим братом и соправителем Птолемеем XIII, решила проникнуть к лидеру римлян и склонить его на свою сторону. Однако это было невозможно, поскольку город усиленно охранялся войсками Птолемея, и её слуга, будто бы завернув юную полунагую красавицу в ковёр, приплыл ко дворцу на рыбачьей лодке и пронес её внутрь. Он развернул яркий ковёр перед Цезарем, Клеопатра эффектно появилась, и римлянин был покорен с первого взгляда. В списке знаменитых ковров мира этот ковёр назван «самым эротичным». Славе эпизода способствовало его кинематографическое воплощение лучшими красавицами Голливуда.
Биограф царицы пишет, что «ковровая стратагема» Клеопатры стала её Рубиконом, который дал ей возможность получить все. Этот эпизод является одним из самых знаменитых и эффектных моментов её биографии.

## Версия историков
На самом деле Плутарх (49) упоминает всего лишь о мешке для постели:

«Клеопатра, взяв с собой лишь одного из друзей, Аполлодора Сицилийского, села в маленькую лодку и при наступлении темноты пристала вблизи царского дворца. Так как трудно было остаться незамеченной, то она забралась в мешок для постели (др.-греч. στρωματόδεσμον) и вытянулась в нем во всю длину. Аполлодор обвязал мешок ремнем и внес его через двор к Цезарю. Говорят, что уже эта хитрость Клеопатры показалась Цезарю смелой и пленила его. Окончательно покоренный обходительностью Клеопатры и её красотой, он примирил её с царем для того, чтобы они царствовали совместно».

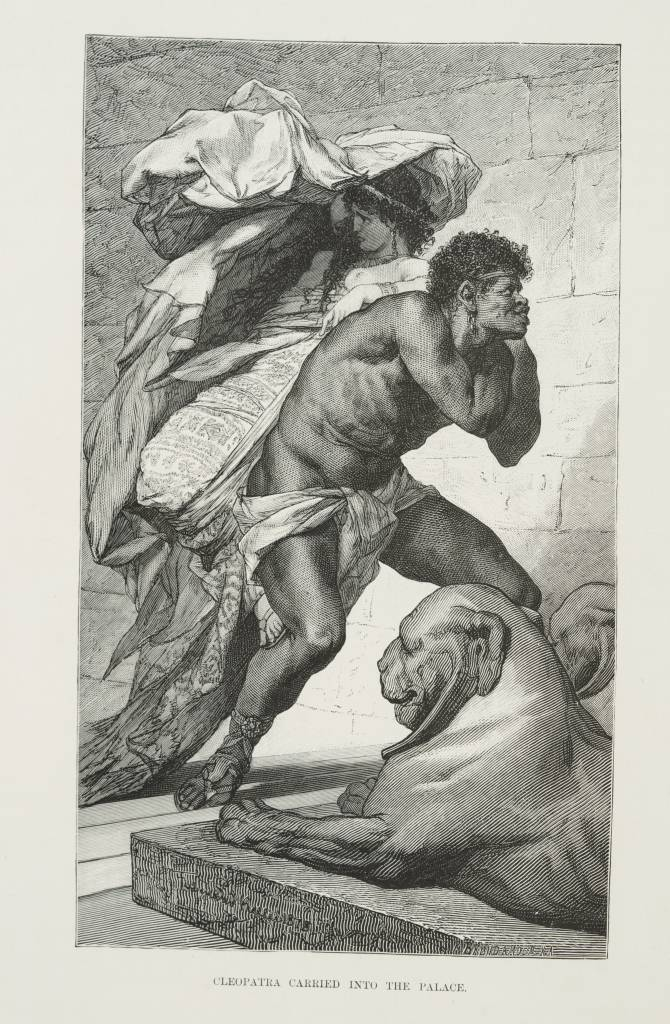
Клеопатру несут во дворец

Никто, кроме Плутарха, эпизод первого знакомства не упоминает вообще. Наиболее близкий момент можно найти у Лукана, который пишет, что Клеопатра подкупила стражу Птолемея, чтобы получить доступ к гавани, и приплыла на маленькой лодке — но здесь вообще не упоминается текстиль любого рода.
В переводе произведения «Сравнительные жизнеописания» Плутарха, выполненном Джоном Лэнгборном и его братом Уильямом, опубликованном в 1770 году, при описании материала, с помощью которого Клеопатра проникла во дворец, впервые было использовано слово «ковёр» в смысле ткани из плотного материала. В то же время, Плутарх писал о том, что сегодня известно как вещевой мешок, однако семантическое изменение употребления слова наделило легенду о скрывающейся в ковре Клеопатре другим смыслом, исторически неточным, но ставшим популярным в современной культуре во многом благодаря Жерому и его картине «Цезарь и Клеопатра».

## В литературе
Этот образ употреблён Бернардом Шоу в его пьесе «Цезарь и Клеопатра» и использован в её экранизациях.

Аполлодор. Цезарь, это персидский ковёр, красота из красот. И в нем, как мне сказали, голубиные яйца, хрустальные кубки и хрупкие драгоценности. Я отвечаю головой за мою ношу и поэтому не рискнул тащить её сюда по узкой, лесенке с мола. (…)

Аполлодор (после того, как они сняли веревки). Отойдите, друзья. Пусть смотрит Цезарь. (Распахивает ковёр.)

Руфий. Ничего тут нет, кроме кучи тряпок. Где же голубиные яйца?

Аполлодор. Приблизься, Цезарь, и поищи их среди шалей.

Руфий (обнажая меч). А, предательство! Не подходи, Цезарь! Я вижу, шаль шевелится, там что-то живое.

Британ (обнажая меч). Змея!

Аполлодор. Осмелится ли Цезарь вложить руку в мешок, где шевелится змея?

Руфий (оборачивается к нему). Предатель, собака!

Цезарь. Успокойтесь. Уберите ваши мечи. Аполлодор, твоя змея уж слишком ровно дышит. (Засовывает руки под шаль и освобождает оттуда чью-то голую руку) Хорошенькая маленькая змейка!

Руфий (вытягивая оттуда другую руку). А ну-ка, давай сюда и все остальное.

Они вытаскивают за руки Клеопатру, и она садится среди шалей. Британ, шокированный, вкладывает свой меч в ножны и возмущенно пожимает плечами.

Клеопатра (едва переводя дух). Ой, я чуть-чуть не задохлась. Ах, Цезарь, кто-то на меня наступил в лодке, а потом на меня свалился с неба какой-то громадный, страшно тяжелый мешок. А потом лодка стала тонуть, а потом меня унесло куда-то в воздух и оттуда вниз…

Цезарь (лаская её, когда она, поднявшись, бросается к нему на грудь). Ну, ничего, ничего. Теперь уже все кончено, ты здесь, цела и невредима.

### В массовой культуре
Роман Карен Уоллас (Karen Wallace) «Cleopatra's Carpet» посвящён приключениям царицы. Книга с таким же названием авторства Сары Карлайл (Sarah Carlisle) не имеет отношения к Египту.
В сериале «Зена: королева воинов» подобный эпизод есть, однако ковёр с Клеопатрой разворачивает не Цезарь, а Марк Антоний.